# (18525) 1996 VO8
(18525) 1996 VO8 là một tiểu hành tinh vành đai chính. Nó được phát hiện bởi Seiji Ueda và Hiroshi Kaneda ở Kushiro, Hokkaidō, Nhật Bản, ngày 7 tháng 11 năm 1996.